# Mésange bicolore
Baeolophus bicolor
Espèce
Répartition géographique
Statut de conservation UICN

 LC  : Préoccupation mineure
La Mésange bicolore (Baeolophus bicolor) est une espèce d'oiseau appartenant à la famille des Paridae et caractérisé par une courte huppe. D'après Alan P. Peterson, c'est une espèce monotypique.

## Description

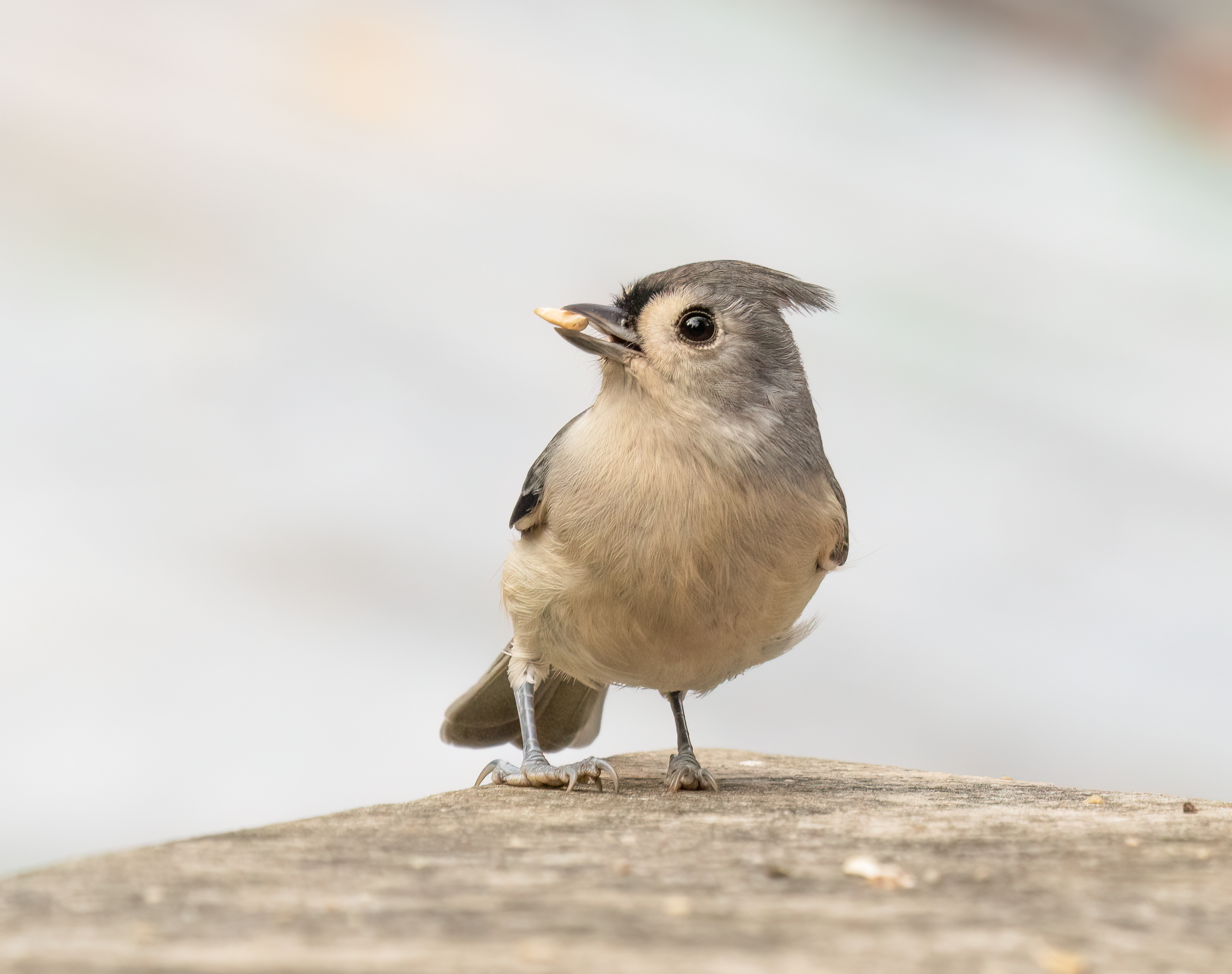
Une mésange bicolore à Prospect Park, New York. Novembre 2022.

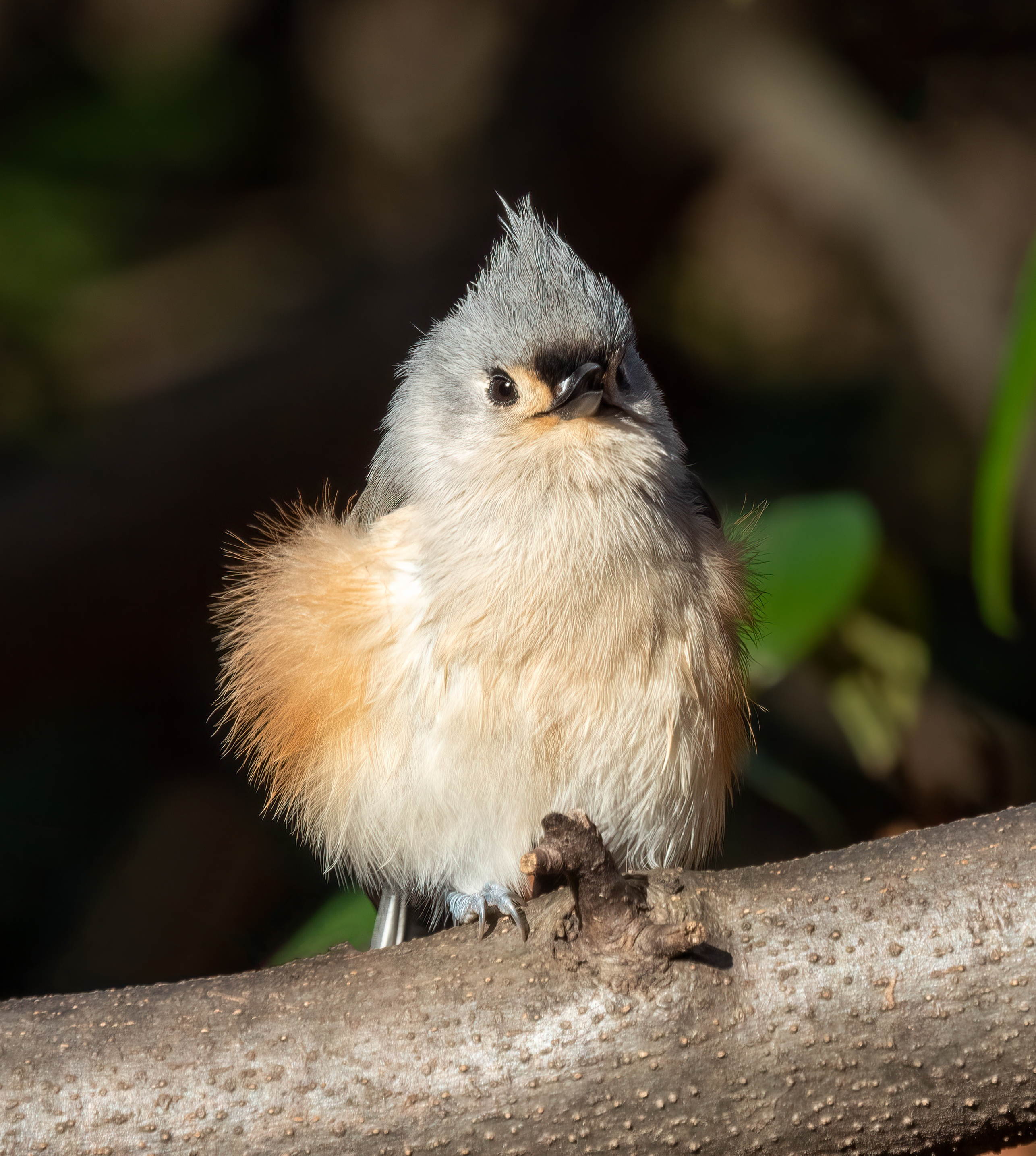
Une mésange bicolore à The Ramble et The Lake de Central Park, New York. Décembre 2022.

Ces oiseaux ont les parties supérieures grises, le ventre et le visage blancs, le dessus de la tête gris, le front noir et un bec gros et court, ils ont les flancs de couleur rouille. Leur chant est généralement décrit comme un peter peter-peter sifflé. Ils émettent une grande variété de sons, la plupart ayant une qualité sonore similaire.

## Habitat et répartition
Son habitat est les forêts de feuillus et mixtes, ainsi que les jardins, les parcs et les zones arbustives de l'est des États-Unis; ils débordent légèrement dans le sud du Canada dans la région des Grands Lacs. Ils sont résidents toute l'année dans le domaine des Grandes Plaines, des Grands Lacs, du golfe du Mexique et du bord de l'océan Atlantique. Leur territoire s'étend vers le nord, probablement en raison de la disponibilité accrue de nourriture pour l'hiver grâce aux mangeoires. Le réchauffement climatique peut être un autre facteur: les oiseaux résident aujourd'hui toute l'année même dans les régions rurales de l'Ohio où il y a de rares mangeoires d'oiseaux alors qu'on a noté aux alentours de 1905 que de nombreux oiseaux de ces zones migraient vers le sud en hiver.

## Comportement
Elle fourrage activement dans les branches, parfois sur le sol, se nourrissant principalement d'insectes, en particulier de chenilles, mais aussi de graines et de baies. Elle garde de la nourriture pour une utilisation ultérieure. La mésange bicolore est connue pour sa sociabilité. Elle est curieuse de connaître les humains et peut parfois venir sur le rebords des fenêtres pour voir ce qui se passe à l'intérieur. Elle est plus timide vis-à-vis des mangeoires ; son comportement habituel est d'observer la mangeoire cachée dans les arbres ou les arbustes, de voler jusqu'à la mangeoire, de prendre une graine et de retourner à couvert pour la manger.
Elle niche dans un trou d'arbre, soit une cavité naturelle, soit parfois un vieux nid de pivert. Elle fait son nid avec des matériaux doux, parfois en arrachant des poils à un animal vivant comme un chien. Si elle trouve des mues de serpent, elle va essayer de l'incorporer pour tout ou partie dans son nid. Parfois, un oiseau né l'année reste avec ses parents pour les aider à élever les jeunes de l'année suivante. Le couple peut rester ensemble et défendre son territoire toute l'année. Elle est sédentaire et forme souvent de petits troupes mixtes en hiver